# Imposto sobre consumo
Um imposto sobre consumo é um imposto cobrado sobre os gastos com consumo de bens e serviços. A base tributária desse tipo de imposto é o dinheiro gasto em consumo. Os impostos sobre consumo geralmente são indiretos, como um imposto sobre vendas ou um imposto sobre valor acrescentado. Entretanto, um imposto sobre o consumo também pode ser estruturado como uma forma de tributação direta e pessoal, como o imposto fixo de Hall–Rabushka.

## Tipos

### Imposto sobre valor acrescentado
Um imposto sobre valor acrescentado se aplica ao valor de mercado adicionado a um produto ou material em cada estágio de sua fabricação ou distribuição. Por exemplo, se um varejista compra uma camisa por R$ 20,00 e a vende por R$ 30,00, esse imposto se aplicaria à diferença de R$ 10,00 entre os dois valores.
Um simples imposto sobre valor agregado é proporcional ao consumo, mas é regressivo sobre a renda em níveis de renda mais altos, pois o consumo tende a cair como porcentagem da renda à medida que a renda aumenta. A poupança e o investimento são diferidos por impostos até que se tornem consumo. Um imposto sobre valor acrescentado pode excluir determinados produtos para torná-lo menos regressivo em relação à renda. É comum nos países da União Europeia.
O imposto sobre valor acrescentado é um imposto baseado no consumo e é cobrado toda vez que o valor de um bem aumenta no processo de fabricação até o ponto de venda.
Na Austrália, Canadá, Índia, Nova Zelândia e Singapura, ele é chamado de "Imposto sobre Bens e Serviços". No Canadá, ele também é chamado de Imposto sobre Vendas Harmonizado quando é combinado com um imposto sobre vendas provincial.

### Imposto sobre vendas
O imposto sobre vendas é um imposto sobre o consumo aplicável às vendas de mercadorias e serviços. Um imposto sobre vendas normalmente se aplica à venda de mercadorias e, às vezes, inclui a venda de serviços. O imposto é aplicado no ponto de venda. O valor do imposto geralmente é ad valorem, ou seja, é calculado pela aplicação de uma taxa percentual ao preço de uma venda. Quando um imposto sobre mercadorias ou serviços é pago a um órgão governamental diretamente por um consumidor, ele é normalmente chamado de imposto sobre uso. Muitas vezes, a legislação prevê a isenção de determinados bens ou serviços desses impostos.
As leis podem permitir que os vendedores discriminem o imposto separadamente do preço das mercadorias ou serviços, ou podem exigir que ele seja incluído no preço.

### Imposto sobre consumo específico
Um imposto sobre consumo específico é um imposto sobre vendas que se aplica a uma classe específica de mercadorias, geralmente álcool, tabaco, gasolina ou turismo. A alíquota do imposto varia de acordo com o tipo de mercadoria e a quantidade comprada e, normalmente, não é afetada pela pessoa que a compra.
Os impostos do pecado são um tipo de imposto sobre consumo imposto a itens considerados prejudiciais à sociedade, em um esforço para diminuir seu consumo por meio do aumento de seus preços.

### Imposto sobre despesas
Um imposto direto sobre o consumo pessoal pode assumir a forma de um imposto sobre despesas, ou seja, um imposto de renda que deduz poupanças e investimentos, como o imposto fixo de Hall–Rabushka. Um imposto direto sobre o consumo pode ser chamado de imposto sobre despesas, imposto sobre o fluxo de caixa ou imposto sobre a renda consumida e pode ser fixo ou progressivo. Os impostos sobre despesas foram implementados brevemente no passado na Índia e no Sri Lanka.
Essa forma de imposto se aplica à diferença entre a renda de um indivíduo e qualquer aumento/diminuição na poupança. Os impostos simples sobre o consumo pessoal são regressivos com relação à renda. Entretanto, como esse imposto é aplicado individualmente, ele pode ser progressivo. Assim como as alíquotas do imposto de renda aumentam com a renda pessoal, as alíquotas progressivas do imposto sobre o consumo aumentam com o consumo pessoal. Economistas, de Milton Friedman a Edward Gramlich e Robert H. Frank, apoiaram um imposto progressivo sobre o consumo.

## História
Os impostos sobre consumo, especificamente os impostos sobre consumo específico, estão presentes em vários eventos históricos notáveis. Nos Estados Unidos, na época das Treze Colônias, quando era parte do Reino da Grã-Bretanha, houve o imposto do selo, o imposto sobre chá e o imposto sobre uísque que geraram revoltas, as duas primeiras contra o governo britânico e a última contra o governo federal. Na Índia, um imposto de consumo sobre o sal levou à famosa Marcha do Sal de Mohandas Gandhi, um evento importante no Movimento de Independência da Índia.

### Estados Unidos
No início dos Estados Unidos, os impostos eram cobrados principalmente sobre o consumo. Alexander Hamilton, um dos dois principais autores do anônimo The Federalist Papers, era a favor dos impostos sobre o consumo, em parte porque é mais difícil elevá-los a níveis confiscatórios do que os impostos sobre a renda. No The Federalist Papers (No. 21), Hamilton escreveu:
Uma grande vantagem dos impostos sobre artigos de consumo é que eles contêm em sua própria natureza uma segurança contra o excesso. Eles prescrevem seu próprio limite, que não pode ser excedido sem derrotar o fim proposto, ou seja, uma extensão da receita. Quando aplicado a esse objetivo, o ditado é tão justo quanto espirituoso: "na aritmética política, dois e dois nem sempre são quatro". Se os impostos forem muito altos, eles diminuem o consumo; a arrecadação é evitada; e o produto para o tesouro não é tão grande quanto quando eles são confinados dentro de limites adequados e moderados. Isso forma uma barreira completa contra qualquer opressão material dos cidadãos por impostos dessa classe e é, por si só, uma limitação natural do poder de impô-los.
Embora os impostos sobre a renda de pessoas físicas e jurídicas forneçam a maior parte da receita para o governo federal, os impostos sobre o consumo continuam a ser a principal fonte de receita para os governos estaduais e locais. Uma das primeiras propostas detalhadas de um imposto sobre o consumo pessoal foi desenvolvida em 1974 por William Andrews.

### Japão
O governo do Partido Liberal Democrata de Masayoshi Ōhira tentou introduzir um imposto sobre o consumo em 1979. Ohira encontrou oposição dentro de seu próprio partido e desistiu de sua tentativa depois que seu partido sofreu muito nas eleições de 1979. Dez anos depois, Noboru Takeshita negociou com sucesso com políticos, burocratas, empresas e sindicatos para introduzir um imposto sobre o consumo, que foi introduzido a uma taxa de 3% em 1989.
Em abril de 1997, sob o governo de Ryutaro Hashimoto, a taxa aumentou para 5%. Os 5% são divididos entre o governo nacional e os governos locais, que recebem 4% e 1%, respectivamente. Logo após a introdução do imposto, o Japão entrou em recessão, que foi atribuída por alguns ao aumento do imposto sobre o consumo, e por outros à crise financeira asiática de 1997.
O primeiro-ministro Junichiro Koizumi disse que não tinha intenção de aumentar o imposto durante seu governo, mas depois de sua vitória maciça na eleição de 2005, ele suspendeu a proibição de discuti-lo. Nos anos seguintes, os políticos do PLD discutiram o aumento do imposto, incluindo os primeiros-ministros Shinzō Abe, Yasuo Fukuda, e Tarō Asō.
O Partido Democratico chegou ao poder nas eleições de agosto de 2009 com a promessa de não aumentar o imposto sobre o consumo por quatro anos. O primeiro primeiro primeiro-ministro do partido, Yukio Hatoyama, se opôs, mas Naoto Kan o substituiu e pediu que o imposto sobre o consumo fosse aumentado. O primeiro-ministro seguinte, Yoshihiko Noda, "apostou sua vida política" no aumento do imposto. Apesar de uma batalha interna que viu o ex-líder e cofundador do PDJ, Ichirō Ozawa, e muitos outros membros da dieta do DPJ votarem contra o projeto de lei e depois deixarem o partido, em 26 de junho de 2012, a câmara baixa aprovou um projeto de lei para dobrar o imposto para 10%.
Apesar da considerável oposição e de uma tentativa de moção de desconfiança de partidos menores da oposição, o projeto de lei foi aprovado com sucesso na câmara alta em 10 de agosto de 2012, com o resultado de que o imposto aumentou para 8% em abril de 2014 e para 10% em outubro de 2019 (duas vezes adiado da data original de outubro de 2015).

## Efeito da poupança
Os impostos sobre consumo não tributam a poupança, o que permite que os ativos investidos se acumulem sem tributação. Se, na ausência de impostos, US$ 1 de poupança for reservado para a aposentadoria com juros compostos de 9%, o saldo crescerá para US$ 7,91 após vinte e quatro anos. Como alternativa, assumindo uma alíquota de imposto de 33%, o mesmo dólar é reduzido para cerca de sessenta e sete centavos após os impostos quando ganho. A taxa de juros efetiva, a partir de então, é reduzida para 6%, já que o restante do rendimento é pago em impostos.
Após vinte e quatro anos, o saldo aumenta apenas para US$ 2,73. Os impostos acumulados nesse último caso são de US$ 1,02. Os outros US$ 4,16 não são perdidos pela economia em nenhum sentido, pois os US$ 4,16 são o que o governo ganharia em juros se tivesse investido sua receita tributária no mesmo investimento. Se o valor inicial investido não for tributado quando ganho, mas os ganhos forem tributados posteriormente, os impostos cumulativos pagos serão os mesmos, mas serão distribuídos de forma mais uniforme ao longo do período. Esses resultados são sensíveis principalmente à taxa de retorno; por exemplo, com um retorno de 3%, a maior parte dos recebimentos de impostos vem do imposto sobre o dólar inicial.
Na medida em que tributar algo resulta em menos desse algo (seja renda ou consumo), tributar o consumo em vez da renda deve incentivar tanto o trabalho quanto a formação de capital, o que aumenta o crescimento econômico, ao mesmo tempo em que desestimula o consumo. Em segundo lugar, a base tributária é maior porque todo o consumo é tributado.
Os impostos fixos sobre o consumo são regressivos (transferem a carga tributária para os menos favorecidos). A relação entre a obrigação tributária e a renda tende a diminuir à medida que a renda aumenta, pois as pessoas de alta renda tendem a consumir proporcionalmente menos de sua renda. Um indivíduo incapaz de poupar pagará impostos sobre toda a sua renda, mas um indivíduo que poupa ou investe uma parte de sua renda é tributado apenas sobre a renda restante.

## Considerações práticas
Muitos impostos sobre consumo propostos compartilham algumas características com os sistemas de imposto de renda. De acordo com essas propostas, os contribuintes normalmente recebem isenções e/ou uma dedução padrão para garantir que os pobres não paguem nenhum imposto. Em um imposto fixo sobre o consumo, essas outras deduções não são permitidas.
Um sistema de retenção na fonte pode ser implementado para aproximar a obrigação tributária média, suavizando os pagamentos. É difícil para muitos contribuintes não pagar nenhum imposto durante todo o ano, para depois enfrentar uma grande conta fiscal no final do ano.
Andrews observa o problema inerente à moradia. Os locatários necessariamente "consomem" moradia, portanto, seriam tributados sobre o gasto com aluguel. Entretanto, os proprietários de imóveis residenciais também consomem moradia da mesma forma, mas quando pagam uma hipoteca, os pagamentos são classificados como poupança, não como consumo (porque o patrimônio está sendo construído em um ativo).
A disparidade é explicada pelo que é conhecido como o valor de aluguel imputado de uma casa. O proprietário poderia optar por alugar a casa para outras pessoas em troca de dinheiro, mas, em vez disso, opta por morar na casa. Portanto, o proprietário também está consumindo moradia ao não permitir que os locatários paguem e ocupem a casa. O valor em dinheiro que o proprietário poderia receber em aluguel é o valor de aluguel imputado da residência.
Um verdadeiro imposto sobre o consumo tributaria o valor do aluguel imputado da casa (que poderia ser determinado da mesma forma que a avaliação ocorre para fins de imposto sobre a propriedade), mas não o aumento no valor do ativo (a casa). Andrews propõe ignorar esse método de tributação dos valores de aluguel imputados devido à sua complexidade. Nos Estados Unidos, a propriedade da casa própria é subsidiada pelo governo federal ao permitir deduções limitadas para despesas com juros hipotecários e ganhos de capital. Portanto, tratar locatários e proprietários de imóveis de forma idêntica sob esse imposto sobre o consumo pode não ser viável nesse país.
Essa questão não surgiria em um imposto sobre despesas, uma vez que todas as retiradas de fundos de uma conta de investimento antes dos impostos são tratadas como consumo tributável, independentemente de esses fundos serem usados para pagar aluguel, comprar uma casa ou pagar o principal da hipoteca. Uma pessoa pode comprar uma casa com uma conta antes dos impostos, mas não pode morar nela.
Além disso, um imposto sobre o consumo poderia utilizar alíquotas progressivas para manter a "justiça". Mais consumo significa uma obrigação tributária desproporcionalmente maior.

## Impacto econômico
A neutralidade temporal de um imposto sobre consumo, entretanto, é que o próprio consumo é tributado, portanto, é irrelevante qual bem ou serviço está sendo consumido em termos de alocação de recursos. O único efeito possível sobre a neutralidade é entre o consumo e a poupança. A tributação apenas do consumo deveria, em teoria, causar um aumento na poupança.
Muitos economistas e especialistas em impostos favorecem os impostos sobre o consumo em vez dos impostos sobre a renda para o crescimento econômico.
Dependendo da implementação (como o tratamento da depreciação) e das circunstâncias, o imposto de renda favorece ou desfavorece o investimento (De modo geral, acredita-se que o sistema americano desfavorece o investimento). Por não desfavorecer o investimento, um imposto sobre o consumo aumentaria o estoque de capital, a produtividade e, portanto, aumentaria o tamanho da economia. O consumo também acompanha mais de perto a renda média de longo prazo. A renda de um indivíduo ou família pode variar drasticamente de ano para ano. A venda de uma casa, um bônus de emprego único e vários outros eventos podem levar a uma renda alta temporária que empurrará uma pessoa de renda baixa ou média para uma faixa de imposto mais alta. Por outro lado, uma pessoa mais rica pode estar temporariamente desempregada e não receber nenhuma renda.

## Impacto nas escolhas profissionais
Os impostos sobre o consumo, tal como outros impostos, alteram as decisões individuais, afastando-as das escolhas ótimas. Uma preocupação importante é o impacto potencial nas decisões individuais em matéria de trabalho. Dois impactos possíveis são conhecidos como efeito rendimento (os impostos reduzem o valor real do trabalho) e efeito substituição (alterações no valor relativo do trabalho em relação a outras atividades).

### Efeito rendimento
Com um imposto sobre o consumo, o poder de compra de um indivíduo diminui, quer através de um aumento dos preços (os produtores transferem o imposto para o consumidor), quer através de uma diminuição dos salários (as autoridades fiscais tributam diretamente o consumidor com base numa medida do seu consumo). Assumindo o primeiro caso, de aumento de preços, se um indivíduo tivesse despesas mensais de US$ 1.000 e um salário de $10 por hora, teria de trabalhar 100 horas por mês para cobrir as despesas. No entanto, com um imposto sobre o consumo de 10% e assumindo que o imposto é totalmente transferido para os consumidores, as despesas mensais seriam de US$ 1.100, o que significa que o indivíduo teria de trabalhar 110 horas para as cobrir. Espera-se que os indivíduos aumentem o seu volume de trabalho para compensar a perda de poder de consumo em reação a um aumento da tributação.

### Efeito de substituição
Juntamente com a diminuição do poder de compra, os impostos também diminuem o valor relativo do trabalho em relação ao tempo de lazer. Se for aplicado um imposto sobre o consumo, o valor de passar uma hora a trabalhar diminui em relação a diferentes atividades, porque o imposto diminui a quantidade real de bens e serviços que um indivíduo pode comprar para um determinado nível de trabalho. Isto aumenta subsequentemente o valor relativo do tempo de lazer e diminui a quantidade de tempo de trabalho, funcionando efetivamente de forma oposta ao efeito rendimento.
Para que o imposto sobre o consumo seja neutro do ponto de vista das receitas, é provável que a alíquota de imposto seja mais elevada do que a do imposto sobre o rendimento, devido ao fato de a base tributável ser mais reduzida. Enquanto a base tributável do imposto sobre o rendimento inclui todo o rendimento pessoal, a base tributável do imposto sobre o consumo inclui apenas o rendimento menos as poupanças, sendo assim necessariamente mais pequena. A aliquota de imposto mais elevada poderia então resultar num aumento do efeito de substituição. No entanto, o imposto sobre o consumo incide também sobre poupanças anteriores consumidas mais tarde na vida do indivíduo, por exemplo, durante a reforma. Não se espera que o imposto sobre este capital distorça o comportamento do indivíduo, uma vez que não existe qualquer forma legal de evitar esta carga fiscal. O imposto sobre o consumo que incide sobre poupanças passadas é, assim, um exemplo de imposto de montante fixo. Consequentemente, a alíquota do imposto sobre o consumo não tem de ser muito mais elevada do que a alíquota do imposto sobre o rendimento, a fim de preservar a neutralidade das receitas. Uma possível desvantagem é um encargo mais elevado para os idosos, que consomem sobretudo as suas poupanças passadas.

### Dados empíricos
De acordo com a teoria, os impostos têm dois efeitos opostos nas decisões individuais sobre o trabalho, pelo que o impacto líquido pode não ser claro. Os dados empíricos mostram que o aumento dos impostos provoca uma diminuição do esforço de trabalho, o que significa que o efeito de substituição é maior do que o efeito sobre o rendimento. Um estudo mostra que um imposto sobre o consumo é suscetível de diminuir o esforço de trabalho mais do que um imposto sobre o rendimento, embora se preveja que a diferença seja pouco significativa.

## Carga fiscal do imposto sobre o consumo

### Carga fiscal entre classes de rendimento
Os impostos sobre o consumo são frequentemente criticados por serem regressivos, o que significa que a taxa média de imposto diminui com o aumento do rendimento. No entanto, isso depende da medição do rendimento. Se o rendimento for medido anualmente ou mensalmente, os impostos sobre o consumo são verdadeiramente regressivos, uma vez que os indivíduos com rendimentos mais elevados podem dar-se ao luxo de poupar mais, reduzindo assim a base tributável do imposto sobre o consumo de forma mais significativa do que os indivíduos com rendimentos mais baixos. No entanto, se o rendimento ao longo da vida for utilizado para medir a capacidade de pagamento, a carga fiscal tende a ser mais equitativa, uma vez que, ao longo da vida, o consumo é uma boa aproximação do rendimento ao longo da vida.

### Carga fiscal entre grupos etários
Uma vez que a base de incidência do imposto sobre o consumo depende sobretudo da capacidade de poupança, é de esperar que os indivíduos de meia-idade tenham a menor carga fiscal em percentagem do seu rendimento anual. Os idosos e os jovens adultos, por outro lado, enfrentarão uma carga fiscal mais elevada em percentagem do seu rendimento, tendo mais dificuldades em poupar montantes mais elevados de rendimento.